# Nocardia
Nocardia er en slægt af forgrenede, strikt aerobe, gram-positive bakterier, som vokser ved et bredt spektrum af temperaturer. De fleste isolater er svagt syrefaste.
Nocardia producerer enzymet catalase, som nedbryder brintoverilte. Således er nocardia i vidt omfang i stand til at nedbryde frie iltradikaler, hvilket er uundgåeligt i en organisme, der skal bruge ilt for at overleve.
Nocardia findes for en stor dels vedkommende i jorden, og de fleste sygdomme fremkaldt af nocardia forårsages af N. asteroides.

## Arter
1. N. transvelencesis
2. N. farcinica
3. N. nova
4. N. brasiliensis
5. N. asteroides
6. N. pseudobrasiliensis
7. N. africana
8. N. veterana
9. N. brevicatena
10. N. paucivorans
11. N. otitidiscavarium
12. N. vaccinii
13. N. cerradoensis
14. N. elegans
15. N. nigiitansis
16. N. caviae
17. N. cyriacigeorgica

## Dyrkning og udseende
Nocardia kan dyrkes på blodagar, men bakterierne gror bedre på et beriget medium. Kolonierne kan ses efter dyrkning i 2 dage til en måned. Selektiv vækst er mest udpræget ved dyrkning i varmeskab ved 45 grader. Kolonierne bliver flødefarvede, orange eller lyserøde, og de sidder godt fast på mediet.

## Sygdom fremkaldt af nocardia
Nocardia er en sjælden årsag til lungesygdomme og i så fald for det meste hos patienter med svækket immunforsvar, eksempelvis AIDS-patienter eller patienter, der får binyrebarkhormon.
Infektionen skyldes inhalation af de patogene bakterier, og den fremtræder med uspecifikke symptomer på lungebetændelse og uspecifikt udseende på røntgenbilleder, hvilket gør diagnosen svær at stille. I de fleste tilfælde er der mange sammenflydende abscesser med ingen eller kun begrænset reaktiv fibrose (altså dannelse af bindevæv omkring bakteriekolonierne). Bakterierne kan sprede sig lokalt til hulrummet mellem bladene af lungehinden eller invadere knogler.
Sekundære abscesser i hjernen og sjældnere i andre organer ses i en tredjedel af tilfældene med nocardia i lungerne.
Akut spredning af bakterierne med involvering af mange organer ses i personer med meget kraftigt nedsat immunforsvar, især AIDS-patienter.
Nocardia forårsager også infektioner i operationssår. Dette sker for det meste med N. brasiliensis men også med N. asteroides.

## Behandling af nocardia-infektion
De fleste nocardiae er følsomme for sulfamethoxazol og trimethoprim, som man kan give patienten i 3 måneder eller mere. Man skal være opmærksom på, at især N. farcinica er resistente over for sulfonamider (som f.eks. sulfamethoxazol).
Et alternativt behandlingsregime er en højdosis imipenem med amikacin i 4 til 6 uger.